# 19136 Strassmann
19136 Strassmann è un asteroide della fascia principale dedicato a Fritz Straßmann. Scoperto nel 1989, presenta un'orbita caratterizzata da un semiasse maggiore pari a 2,5987595 UA e da un'eccentricità di 0,1023304, inclinata di 4,76875° rispetto all'eclittica.